# استخراج سیارکی

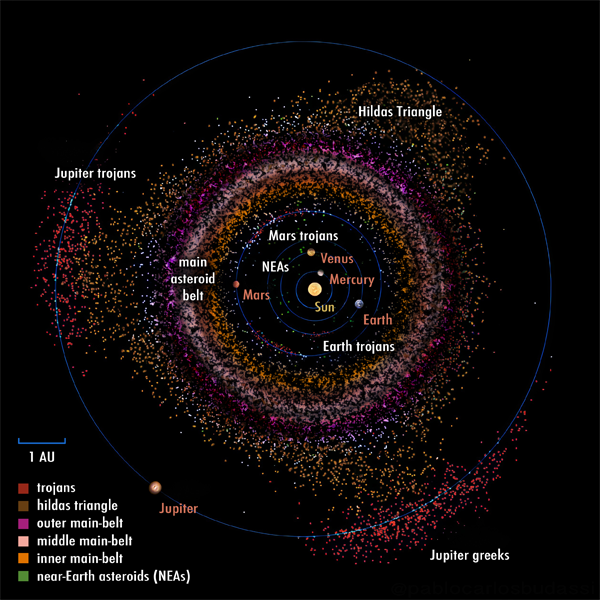
تصویری کلی از سیارک‌های درونی منظومه شمسی تا قمرهای مشتری

استخراج سیارکی، استخراجی فرضی مواد از سیارک‌ها و سایر ریزسیاره‌ها از جمله اجرام نزدیک به زمین است.
چالش‌های قابل توجه استخراج سیارکی عبارتند از: هزینه بالای پرواز فضایی ، شناسایی غیرقابل اعتماد سیارک‌هایی که برای استخراج مناسب هستند و چالش‌های استخراج مواد قابل استفاده در محیطی فضایی.
ماموریت‌های تحقیقاتی بازگشت نمونه سیارکی مانند هایابوسا، هایابوسا ۲ و اسیریس-رکس که در حال انجام هستند، چالش‌های جمع‌آوری کانسنگ از فضا با استفاده از فناوری فعلی را نشان می‌دهند. تا سال 2023، کمتر از 7 گرم ماده سیارکی با موفقیت از فضا به زمین بازگردانده شده است. ماموریت‌های فعلی وعده افزایش این مقدار را به حدود 60 گرم (دو اونس) داده‌اند. ماموریت‌های تحقیقاتی سیارک‌ها تلاش‌های پیچیده‌ای هستند و مقدار کمی از مواد را (کمتر از 1 میلی گرم در هایابوسا ، 100 میلی گرم در هایابوسا 2 ، 60 گرم برنامه‌ریزی شده در اسیریس-رکس) به نسبت اندازه و هزینه این پروژه‌ها (300 میلیون دلار هایابوسا ، 800 میلیون دلار هایابوسا 2، 1.16 میلیارد دلار اسیریس-رکس) بازمی‌گردانند.